# Natürliches Licht
Als natürliches Licht wird in der Fotografie und Malerei jenes Licht bezeichnet, das nicht aus künstlichen Lichtquellen (Glühlampen, Leuchtstoffröhren, Blitzlampen etc.) stammt. In der Regel handelt es sich um das ohnehin vorhandene Licht, das Available Light. Das Licht der Sonne und das Licht der Sterne sind natürliches Licht.
Die Eigenschaften des natürlichen Lichts variieren je nach Tageszeit, Höhenlage, geografischer Breite, Jahreszeit, Bewölkung, Dunst, Nebel und anderen atmosphärischen Bedingungen. Dies betrifft die Farbe (siehe Farbtemperatur) und die „Härte“ des Lichts.
In der Fotografie liefert direktes Sonnenlicht harte, kontrastreiche Bilder mit hellen Lichtern und dunklen Schatten. Bei bewölktem Himmel sind kontrastarme Aufnahmen möglich, die es zulassen, sich ausschließlich auf die Farbwirkung zu konzentrieren.
Das natürliche Licht kann auch an Verunreinigungen der Luft oder Dunst und Nebel gestreut werden und somit die Fernsicht beeinträchtigen. Dies kann aber auch ein sanftes Bild ergeben oder bei Gegenlicht gewollte Schattenzeichnungen ermöglichen.